# حسين طلايي (مقاطعة دلفان)
حسين طلايي (بالفارسية: حسین طلایی) هي قرية تقع في قسم خاوة الشمالي الريفي (مقاطعة دلفان) في إيران. يقدر عدد سكانها بـ 157 نسمة بحسب إحصاء 2016.